# 特鲁德弗龙特村
特鲁德弗龙特村（俄语：Село Трудфронт）是俄罗斯联邦阿斯特拉罕州伊克里亚诺耶区所属的一个村。其下辖有1个居民点，行政中心为特鲁德弗龙特。据2015年统计，该村的人口为2699人。